# Phyllophaga opaca
Phyllophaga opaca är en skalbaggsart som beskrevs av Moser 1918. Phyllophaga opaca ingår i släktet Phyllophaga och familjen Melolonthidae. Inga underarter finns listade i Catalogue of Life.